# Jeden Osiem L
Jeden Osiem L – polska grupa hip-hopowa. Zespół powstał w 1998 roku w Płocku z inicjatywy raperów Łukasza Wółkiewicza i Marcina Siwka. Uzyskał znaczą popularność na początku XXI wieku za sprawą debiutanckiego albumu Wideoteka i pochodzącego z niego przeboju „Jak zapomnieć”.
W 2003 roku nakładem wytwórni UMC Records zespół wydał swój pierwszy album zatytułowany „Wideoteka”. Pierwszym singlem promującym płytę był utwór „Jak zapomnieć”, który błyskawicznie stał się hitem zajmując pierwsze miejsca na listach przebojów wielu rozgłośni radiowych i stacji telewizyjnych. Utwór był na tyle popularny, że dostał się nawet na playlisty raczej nieprzychylnie nastawionych do muzyki hip-hopowej rozgłośni komercyjnych, niezaprzeczalnie odgrywając główną rolę w popularyzacji tego gatunku w Polsce.
Album w niedługim czasie uzyskał status Złotej Płyty. W 2005 roku grupa podpisała kontrakt z firmą Universal Music Polska i w kwietniu tego samego roku wydała drugi krążek zatytułowany „Słuchowisko”. Znalazły się na nim takie utwory jak: „Pytam Kiedy”, który został nominowany do konkursu Premier na Krajowym Festiwalu Piosenki Polskiej w Opolu, czy „Smak Zwycięstwa”, z którym zespół wystąpił podczas konkursu „Superjedynek”. W 2007 roku w trzyosobowym składzie grupa Jeden Osiem L wydała kolejną, trzecią już płytę zatytułowaną „Nowy folder”. Płytę promował singiel „Kilka Chwil”. Utwór ten bardzo szybko zdominował wszystkie listy przebojów i przez okres 2 miesięcy był najczęściej granym polskim utworem w rozgłośniach radiowych. Krążek ten pokazał również nowe oblicze zespołu, gdzie hip-hop przestał być stylem dominującym i stał się jedynie jednym z wielu gatunków muzycznych określających twórczość grupy.  W 2014 roku ukazał się kolejny album zespołu zatytułowany "deKada". krążek promował singiel "Znów to mam". Od 2018 roku ukazało się 5 singli zespołu: "Zanim wszystko stracę", "Grawitacja", "Zatrzymaj się" „Serce ze Złota” oraz „O miłości do wolności”. Obecnie grupę tworzą Łukasz (wokalista i autor tekstów) oraz Chris Toffson (kompozytor i producent wszystkich dotychczasowych nagrań zespołu).

## Historia
Początkowo w skład zespołu wchodził tylko Marcin „Siwy” Siwek i Łukasz Wółkiewicz. W 2001 roku dołączyli: Jacek „Paczkoś” Paczkowski i Gmura. Gmura odszedł z Jeden Osiem L w 2003 roku. W tym także roku została wydana pierwsza legalna płyta zespołu – Wideoteka (wydana przez UMC Records).
W pochodzącym z płyty utworze „Jak zapomnieć” grupa wykorzystała kilkunastosekundowy motyw fortepianowy z utworu „Overcome” amerykańskiego zespołu Live. Doprowadziło to do oskarżenia płockiej grupy o plagiat, wystosowanego przez wytwórnię grupy Live. W odpowiedzi zespół Jeden Osiem L wydał specjalne oświadczenie, w którym członkowie grupy tłumaczyli, że przyczyną sukcesu utworu były jego słowa i przekaz, a nie tzw. „bit”. Argumentowali także, że hip-hop opiera się na zapożyczeniach.
Podkład muzyczny w utworze „51 stan” także musiał zostać zmieniony z powodu naruszenia praw autorskich, gdyż w pierwotnej wersji grupa wykorzystała motyw przewodni z filmu Requiem dla snu.
W 2005 roku zespół Jeden Osiem L podpisał kontrakt z Universal Music Polska która wydała w 2005 roku album pt. Słuchowisko. Znalazły się na nim utwór „Pytam kiedy”, który został nominowany do konkursu premier na Krajowym Festiwalu Piosenki Polskiej w Opolu, oraz „Smak zwycięstwa”, z którym zespół wystąpił podczas konkursu Superjedynek w 2006 roku w kategorii Najlepszy Zespół Hiphopowy. 
W marcu 2007 roku został wydany singel pt. „Kilka chwil” zapowiadający płytę Nowy folder. Od 2007 roku w skład zespołu wchodzą 2 osoby: Łukasz Wółkiewicz oraz Chris Toffson.
W 2014 roku zespół wydaje kolejną płytę. Dekada to czwarty album studyjny grupy Jeden Osiem L. Wydany został 30 września 2014 roku przez wytwórnię płytową Regio Records. Wydawnictwo promowane jest singlem, zatytułowanym „Znów to mam”, do którego został zrealizowany teledysk. Płyta, zawierająca największe przeboje oraz premierowe utwory, stanowi podsumowanie 10-letniej działalności grupy.

## Dyskografia
Albumy
|                                                          | Dane dot. albumu                                                                               | Pozycja na liście | Sprzedaż       | Certyfikat          |
| POL                                                      | Dane dot. albumu                                                                               |                   | Sprzedaż       | Certyfikat          |
| -------------------------------------------------------- | ---------------------------------------------------------------------------------------------- | ----------------- | -------------- | ------------------- |
| 2003                                                     | Wideoteka - Data: 26 listopada 2003 - Wydawca: UMC Records, Sony Music Polska - Format: CC, CD | 1                 | - POL: 57 000+ | - ZPAV: złota płyta |
| 2005                                                     | Słuchowisko - Data: 23 maja 2005 - Wydawca: Izabelin, Universal Music Polska - Format: CD      | 4                 | - POL: 17 000+ |                     |
| 2007                                                     | Nowy folder - Data: 20 kwietnia 2007 - Wydawca: My Music - Format: CD                          | —                 |                |                     |
| 2014                                                     | Dekada - Data: 30 września 2014 - Wydawca: Regio Records - Format: CD, digital download        | —                 |                |                     |
| „—” oznacza, że singel nie był notowany na danej liście. |                                                                                                |                   |                |                     |

Kompilacje różnych wykonawców
| Rok  | Album                  | Utwór                                         | Źródło |
| ---- | ---------------------- | --------------------------------------------- | ------ |
| 2005 | Muzyka łączy pokolenia | Maryla Rodowicz, Jeden Osiem L – „Łatwopalni” | [ 12 ] |

Single
| Rok                                                      | Tytuł                   | Najwyższe pozycja na listach | Najwyższe pozycja na listach | Najwyższe pozycja na listach | Najwyższe pozycja na listach | Najwyższe pozycja na listach | Najwyższe pozycja na listach | Album       |
| Rok                                                      | Tytuł                   | SLiP                         | 30 ton                       | PiK                          | RMF                          | RDN                          | WiR                          | Album       |
| -------------------------------------------------------- | ----------------------- | ---------------------------- | ---------------------------- | ---------------------------- | ---------------------------- | ---------------------------- | ---------------------------- | ----------- |
| 2003                                                     | "Jak zapomnieć"         | 1                            | 2                            | 1                            | 1                            | —                            | —                            | Wideoteka   |
| 2004                                                     | "Czasem tak bywa"       | 10                           | 2                            | 2                            | —                            | —                            | —                            | Wideoteka   |
| 2004                                                     | "Powodzenia"            | 31                           | 18                           | 25                           | —                            | —                            | —                            | Wideoteka   |
| 2004                                                     | "Kiedyś było inaczej"   | —                            | —                            | 17                           | —                            | —                            | —                            | Wideoteka   |
| 2005                                                     | "Jest tak"              | 39                           | —                            | 15                           | —                            | —                            | —                            | Słuchowisko |
| 2005                                                     | "Pytam kiedy"           | —                            | 14                           | 13                           | —                            | 14                           | —                            | Słuchowisko |
| 2005                                                     | "Smak zwycięstwa"       | —                            | —                            | 20                           | —                            | 6                            | —                            | Słuchowisko |
| 2007                                                     | "Kilka chwil"           | 41                           | —                            | 5                            | 1                            | —                            | —                            | Nowy folder |
| 2007                                                     | "Być kimś więcej"       | —                            | —                            | 27                           | —                            | —                            | —                            | Nowy folder |
| 2014                                                     | "Znów to mam"           | —                            | —                            | —                            | —                            | —                            | 2                            | Dekada      |
| 2015                                                     | "Tylko mnie kochaj"     | —                            | —                            | —                            | —                            | —                            | 8                            | Dekada      |
| 2018                                                     | "Zanim wszystko stracę" |                              |                              |                              |                              |                              |                              |             |
| 2019                                                     | "Grawitacja"            |                              |                              |                              |                              |                              |                              |             |
| 2019                                                     | "Zatrzymaj się"         |                              |                              |                              |                              |                              |                              |             |
| 2020                                                     | "Serce ze złota"        |                              |                              |                              |                              |                              |                              |             |
| 2021                                                     | "O miłości do wolności" |                              |                              |                              |                              |                              |                              |             |
| 2023                                                     | "Lekko"                 |                              |                              |                              |                              |                              |                              |             |
| 2023                                                     | "Gwiezdny Bal"          |                              |                              |                              |                              |                              |                              |             |
| „—” oznacza, że singel nie był notowany na danej liście. |                         |                              |                              |                              |                              |                              |                              |             |

## Teledyski
| Rok  | Utwór                   | Reżyseria                   | Album                 | Źródło |
| ---- | ----------------------- | --------------------------- | --------------------- | ------ |
| 2004 | "Jak zapomnieć"         | Stanisław Mąderek           | Wideoteka             | [ 22 ] |
| 2004 | "Powodzenia"            | Rybafilm                    | Wideoteka             | [ 23 ] |
| 2004 | "Czasem tak bywa"       | Rybafilm                    | Wideoteka             | [ 23 ] |
| 2004 | "Kiedyś było inaczej"   | Rybafilm                    | Wideoteka             | [ 23 ] |
| 2004 | "51 stan"               | Rybafilm                    | Wideoteka             | [ 23 ] |
| 2005 | "Pytam kiedy"           | Agnieszka i Paweł Rybarczyk | Słuchowisko           | [ 24 ] |
| 2007 | "Wierzyłem tak"         | Grupa 13                    | Nowy folder           | [ 25 ] |
| 2007 | "Być kimś więcej"       | Dariusz Szermanowicz        | Nowy folder           | [ 26 ] |
| 2007 | "Kilka chwil"           | Dariusz Szermanowicz        | Nowy folder           | [ 27 ] |
| 2011 | "Auto"                  | Dwaem Media Group           | Dekada                | [ 28 ] |
| 2011 | "Miś"                   | Mitja Okorn                 | Dekada                | [ 29 ] |
| 2014 | "Znów to mam"           | RegioRecords                | Dekada                | [ 30 ] |
| 2018 | "Zanim wszystko stracę" | —                           | Zanim wszystko stracę | [ 31 ] |
| 2019 | "Grawitacja"            |                             | Grawitacja            | [ 32 ] |
| 2019 | "Zatrzymaj się"         | Michał Jagiełło             | Zatrzymaj się         | [ 33 ] |
| 2020 | "Serce ze złota"        | Michał Jagiełło             | Serce ze złota        | [ 34 ] |
| 2021 | "O Miłości Do Wolności" | Michał Jagiełło             | O Miłości Do Wolności | [ 35 ] |
| 2023 | "Lekko"                 |                             | Lekko                 |        |
| 2023 | 'Gwiezdny Bal"          |                             | Gwiezdny Bal          |        |

## Nagrody i wyróżnienia
| Rok  | Nagroda            | Kategoria                          | Uwagi      |
| ---- | ------------------ | ---------------------------------- | ---------- |
| 2004 | Eska Music Awards  | Zespół roku                        | Laur       |
| 2004 | Eska Music Awards  | Przebój roku („Jak zapomnieć”)     | Laur       |
| 2005 | Mikrofony Popcornu | Najlepszy zespół hiphopowy         | Laur       |
| 2005 | TOPtrendy 2005     | Artysta Top                        | 2. miejsce |
| 2005 | Jetix Kids Awards  | Najlepszy zespół                   | Laur       |
| 2005 | Yach Film 2005     | Scenariusz („Pytam kiedy”)         | Nominacja  |
| 2005 | Yach Film 2005     | Montaż („Pytam kiedy”)             | Nominacja  |
| 2006 | Superjedynki       | Hip-hop                            | Nominacja  |
| 2010 | Viva Comet 2010    | Przebój 10-lecia („Jak zapomnieć”) | Nominacja  |
| 2018 | Famka 2018         | Nagroda za dorobek muzyczny        | Laur       |